# 51-я гвардейская танковая бригада
51-я гвардейская танковая Фастовская Краснознамённая, орденов Суворова, Кутузова и Богдана Хмельницкого бригада — гвардейская танковая бригада Красной армии ВС СССР, в годы Великой Отечественной войны.
Условное наименование — войсковая часть полевая почта (в/ч пп) № 89408.
Сокращённое наименование — 51 гв. тбр.

## История формирования
Бригада начала своё формирование на основании директивы НКО СССР № 723499 от 15 февраля 1942 года, как 30-я танковая бригада.
Приказом НКО СССР № 0404 от 26 июля 1943 года 12-й танковый корпус был преобразован в 6-й гвардейский танковый корпус, входившей в него 30-й танковой бригаде также было присвоено почётное звание «Гвардейская». Новый войсковой № 51-я гвардейская танковая бригада был присвоен директивой ГШ КА № Орг/3/138087 от 15 августа 1943 года.

## Участие в боевых действиях
Период вхождения в действующую армию: 26 июля 1943 года — 14 августа 1943 года, 10 сентября 1943 года — 6 сентября 1944 года, 28 октября 1944 года — 11 мая 1945 года.

## Состав
при переформировании в гвардейскую по штатам № 010/270 — 010/277:
- Управление бригады (штат № 010/270)
- 315-й отдельный танковый батальон (штат № 010/271)[6]
- 316-й отдельный танковый батальон (штат № 010/272)[7]
- Мотострелково-пулемётный батальон (штат № 010/273)
- Истребительно-противотанковая батарея (штат № 010/274)
- Рота управления (штат № 010/275)
- Рота технического обеспечения (штат № 010/276)
- Медико-санитарный взвод (штат № 010/277)
- Рота ПТР (штат № 010/375)
- Зенитно-пулемётная рота (штат № 010/451)

Директивой ГШ КА № орг/3/2464 от 19 июня 1943 года переведена на штаты № 010/500 — 010/506:
- Управление бригады (штат № 010/500)
- 1-й отдельный танковый батальон (штат № 010/501) (до 16.05.1944 315-й отб)
- 2-й отдельный танковый батальон (штат № 010/501) (до 16.05.1944 316-й отб)
- 3-й отдельный танковый батальон (штат № 010/501)
- Моторизованный батальон автоматчиков (штат № 010/502)
- Зенитно-пулемётная рота (штат № 010/503)
- Рота управления (штат № 010/504)
- Рота технического обеспечения (штат № 010/505)
- Медсанвзвод (штат № 010/506)

| Вышестоящие воинские части 53-й гвардейской танковой бригады | Вышестоящие воинские части 53-й гвардейской танковой бригады | Вышестоящие воинские части 53-й гвардейской танковой бригады | Вышестоящие воинские части 53-й гвардейской танковой бригады | Вышестоящие воинские части 53-й гвардейской танковой бригады |
| Дата                                                         | Фронт (округ)                                                | Армия                                                        | Корпус                                                       |                                                              |
| ------------------------------------------------------------ | ------------------------------------------------------------ | ------------------------------------------------------------ | ------------------------------------------------------------ | ------------------------------------------------------------ |
| 01.08.1943 года                                              | Центральный фронт                                            | 3-я гвардейская танковая армия                               | 6-й гвардейский танковый корпус                              |                                                              |
| 01.09.1943 года                                              | Резерв ВГК                                                   | 3-я гвардейская танковая армия                               | 6-й гвардейский танковый корпус                              |                                                              |
| 01.10.1943 года                                              | Воронежский фронт                                            | 3-я гвардейская танковая армия                               | 6-й гвардейский танковый корпус                              |                                                              |
| 01.11.1943 года                                              | 1-й Украинский фронт                                         | 3-я гвардейская танковая армия                               | 6-й гвардейский танковый корпус                              |                                                              |
| 01.10.1944 года                                              | Резерв ВГК                                                   | 3-я гвардейская танковая армия                               | 6-й гвардейский танковый корпус                              |                                                              |
| 01.11.1944 года                                              | 1-й Украинский фронт                                         | 3-я гвардейская танковая армия                               | 6-й гвардейский танковый корпус                              |                                                              |

## Командование бригады

### Командиры бригады
- Новохатько, Михаил Степанович (26.07.1943 — 01.01.1944), гвардии подполковник;
- Михалёв, Константин Васильевич (02.01.1944 — 01.07.1944), гвардии подполковник;
- Чугунков, Иван Ильич (02.07.1944 — 06.09.1944), гвардии полковник;
- Суховаров, Дмитрий Гаврилович (10.09.1944 — 15.03.1945), гвардии полковник;
- Якунин, Иван Яковлевич[9] (16.03.1945 — 10.06.1945), гвардии подполковник, с 10.04.1945 гвардии полковник[10][11]

### Заместители командира бригады по строевой части
- Богатырёв, Харун Умарович (08.1943 — 11.1943), гвардии майор

### Начальники штаба бригады
- Мельник, Николай Андреевич (26.07.1943 — 21.01.1944), гвардии майор;
- Шалунов, Алексей Дмитриевич (21.01.1944 — 22.03.1945), гвардии подполковник;
- Шарымов, Павел Сергеевич (22.03.1945 — 10.06.1945), гвардии подполковник[12]

### Начальники политотдела, заместители командира по политической части
- Печерский Лев Григорьевич (26.07.1943 — 24.09.1943), гвардии майор;
- Загудаев Александр Степанович (04.10.1943 — 30.04.1944), гвардии подполковник;
- Камнев Григорий Михайлович (30.04.1944 — 10.06.1945), гвардии майор, с 11.07.1944 гвардии подполковник[13]

## Отличившиеся воины
17 воинов бригады были удостоены звания Героя Советского Союза, а двое стали полными кавалерами ордена Славы:
|  | Афанасьев, Яков Иванович       | командир роты танков Т-34 1-го танкового батальона      | гвардии | 23.09.1944                       | умер от ран 16 января 1945 года, похоронен в городе Пшедбуж                 |
|  | Баль, Николай Васильевич       | командир 315-го танкового батальона                     | гвардии | 10.01.1944                       |                                                                             |
|  | Богатырёв, Харун Умарович      | заместитель командира бригады по строевой части         | гвардии | 17.11.1944                       |                                                                             |
|  | Гузенков, Иван Матвеевич       | разведчик                                               | гвардии | 10.01.1944                       | 13 марта 1944 года погиб в бою в районе села Малашевцы                      |
|  | Зубков, Иван Сидорович         | командир моторизированного батальона автоматчиков       | гвардии | 23.09.1944                       |                                                                             |
|  | Иванов, Василий Николаевич     | автоматчик мотострелково-пулемётного батальона          | гвардии | 17.11.1943                       |                                                                             |
|  | Иванов, Сергей Иванович        | радист мотострелково-пулемётного батальона              | гвардии | 10.01.1944                       |                                                                             |
|  | Клименко, Николай Сергеевич    | командир 2-го танкового батальона                       | гвардии | 27.06.1945                       |                                                                             |
|  | Кравец, Мордух Пинхусович      | командир взвода разведки                                | гвардии | 10.01.1944                       |                                                                             |
|  | Майстренко, Владимир Никитович | механик-водитель танка Т-34-85 2-го танкового батальона | гвардии | 23.09.1944                       |                                                                             |
|  | Молчанов, Василий Михайлович   | командир истребительно-противотанковой батареи          | гвардии | 17.11.1943                       |                                                                             |
|  | Новохатько, Михаил Степанович  | командир бригады                                        | гвардии | 17.11.1943                       |                                                                             |
|  | Петухов, Николай Евгеньевич    | автоматчик мотострелково-пулемётного батальона          | гвардии | 17.11.1943                       | 24 сентября 1943 года погиб в бою, похоронен в братской могиле в Григоровке |
|  | Пищулин, Андриан Абрамович     | командир мотострелково-пулемётного батальона            | гвардии | 17.11.1943                       | Скончался в госпитале от ран 24 сентября 1943 года                          |
|  | Семёнов, Иван Дмитриевич       | командир отделения мотострелково-пулемётного батальона  | гвардии | 17.11.1943                       |                                                                             |
|  | Сысолятин, Василий Андреевич   | автоматчик мотострелково-пулемётного батальона          | гвардии | 17.11.1943                       |                                                                             |
|  | Чернецов, Виктор Иванович      | стрелок-разведчик                                       | гвардии | 10.01.1944                       |                                                                             |
|  | Колесников, Семён Ефремович    | механик-водитель танка Т-34 1-го танкового батальона    | гвардии | 23.12.1943 07.03.1945 27.06.1945 |                                                                             |
|  | Филатов, Владимир Петрович     | автоматчик моторизованного батальона автоматчиков       | гвардии | 17.08.1944 29.01.1945 27.06.1945 |                                                                             |

## Танкисты-асы
| Ф. И.О                      | Должность                                       | Звание        | Победы | Типы танков     | Обстоятельства подвигов                                                           |
| --------------------------- | ----------------------------------------------- | ------------- | ------ | --------------- | --------------------------------------------------------------------------------- |
| Клименко, Николай Сергеевич | командир танкового батальона                    | гвардии майор | 10     | Т-34-76 Т-34-85 |                                                                                   |
| Богатырёв, Харун Умарович   | заместитель командира бригады по строевой части | гвардии майор | 6      | Т-34-85         | Включая тяжёлые танки «Тигр» и «Пантера». Был ранен 16 раз, 7 раз горел в танках. |

## Награды и почётные наименования
| Награда (наименование)                | Дата награждения                                                                | За что получена |
| ------------------------------------- | ------------------------------------------------------------------------------- | --- |
| Почётное звание «Гвардейская»         | присвоено приказом Народного комиссара обороны СССР № 0404 от 26 июля 1943 года | за проявленную отвагу в боях за Отечество с немецкими захватчиками, за стойкость, мужество, дисциплину и организованность, за героизм личного состава (преобразована в составе корпуса)         |
| Почётное наименование «Фастовская»    | присвоено приказом Верховного главнокомандующего от 7 ноября 1943 года          | в ознаменование одержанной победы и отличия в боях за освобождение города Фастов (крупного узла железных дорог и оперативно-важного опорного пункта обороны немцев на юго-западном направлении) |
| Орден Красного Знамени                | награждена указом Президиума Верховного Совета СССР от 1 января 1944 года       | за образцовое выполнение боевых заданий командования на фронте борьбы с немецкими захватчиками и проявленные при этом доблесть и мужество                                                       |
| Орден Суворова II степени             | награждена указом Президиума Верховного Совета СССР от 4 июня 1945 года         | за образцовое выполнение заданий командования в боях с немецкими захватчиками при овладении столицей Германии городом Берлин и проявленные при этом доблесть и мужество                         |
| Орден Кутузова II степени             | награждена указом Президиума Верховного Совета СССР от 19 февраля 1945 года     | за образцовое выполнение заданий командования в боях с немецкими захватчиками, за овладение городами Ченстохова, Пшедбуж и Радомско и проявленные при этом доблесть и мужество                  |
| Орден Богдана Хмельницкого II степени | награждена указом Президиума Верховного Совета СССР от 3 апреля 1944 года       | за образцовое выполнение заданий командования в боях за освобождение городов Проскурова, Каменец-Подольска, Чорткова, Гусятина, Залещики и проявленные при этом доблесть и мужество             |

## Послевоенная история
10 июля 1945 года, в соответствии с директивой Ставки Верховного Главнокомандования № 11096 от 29 мая 1945 года, 51-я гвардейская танковая бригада, в составе 6-го гвардейского танкового корпуса вошла в Центральную группу войск.
На основании приказа НКО СССР № 0013 от 10 июня 1945 года, 51-я гвардейская танковая бригада была преобразована в 51-й гвардейский танковый Фастовский Краснознамённый, орденов Суворова, Кутузова и Богдана Хмельницкого полк (в/ч 89408) 6-й гвардейской танковой Киевско-Берлинской ордена Ленина, Краснознамённой, орденов Суворова и Богдана Хмельницкого дивизии (в/ч 36231) 3-й гвардейской танковой армии.
Весной 1946 года 3-я гвардейская танковая армия была преобразована в 3-ю гвардейскую механизированную армию, в ноябре того же года была свёрнута в 3-ю отдельную гвардейскую кадровую танковую дивизию. В связи с этим 6-я гвардейская танковая дивизия была свёрнута в 6-й гвардейский кадровый танковый полк, а входящий в неё 51-й гвардейский танковый полк — в 51-й гвардейский кадровый танковый батальон.
Весной 1947 года 3-я отдельная гвардейская кадровая танковая дивизия была передана в состав Группы советских оккупационных войск в Германии. В августе 1949 года 6-й гвардейский кадровый танковый полк был развёрнут в дивизию, 51-й гвардейский кадровый танковый батальон в полк, с местом дислокации город Виттенберг.
В 1957 году 51-й гвардейский танковый полк был переименован в 213-й гвардейский танковый полк (в/ч 60882) и передан в 27-ю гвардейскую танковую дивизию. Несколько позднее 213-й гвардейский танковый полк был передан в 57-ю гвардейскую мотострелковую дивизию (в/ч 38860), с местом дислокации город Цайц. В 1965 году полку вернули его исторический номер 51-й гвардейский танковый полк.
57-я гвардейская стрелковая дивизия в 1992 году была выведена в город Челябинск и в апреле 1993 года расформирована.